# Синсхеймер, Бернард
Бернард Синсхеймер (англ. Bernard Sinsheimer; 11 октября 1870, Нью-Йорк — 4 января 1947, Голливуд) — американский скрипач и музыкальный педагог.
Родился в семье предпринимателей немецко-еврейского происхождения. Учился в Европе у Йозефа Иоахима и Юбера Леонара. В 1886 г. дебютировал как солист в Нью-Йорке, в 1888 г. в Париже, в 1891 г. в Берлине.
В 1902 г. основал в Нью-Йорке струнный квартет, во главе которого выступал по меньшей мере до 1922 г., — в этом составе в разное время играли альтист Йозеф Коваржик и виолончелист Модест Альтшулер; последнему коллектив обязан значительной долей русской музыки в репертуаре — среди прочего, квартет Синсхеймера впервые в США исполнил ряд произведений Антона Аренского, Сергея Танеева, Михаила Ипполитова-Иванова, а также Эрманно Вольфа-Феррари. Участвовал также в разных других ансамблевых составах (в частности, в 1904 г. во время американских гастролей Жака Тибо играл вторую скрипку при исполнении фортепианного квартета Роберта Шумана в Карнеги-холле). Вёл частную педагогическую деятельность, среди его учеников Макс Розен и Джозеф Стопак.
В 1926—1936 гг. преподавал скрипку в Париже в Нормальной школе музыки. По возвращении в США продолжал концертировать как ансамблист, в том числе в составе Струнного ансамбля Уэстона (среди других его участников был Бруно Штайндель).
В настоящее время имя Синсхеймера упоминается преимущественно в связи с несколькими скрипками Антонио Страдивари, которыми он в разное время владел, — прежде всего, со скрипкой «Хаммер», приобретённой им в 1911 году: в 2006 г. этот инструмент был продан на нью-йоркском аукционе Christie's за рекордную сумму 3,54 миллиона долларов США.